# Villabassa
Villabassa (en allemand, Niederdorf) est une commune italienne d'environ 1 600 habitants située dans la province autonome de Bolzano dans la région du Trentin-Haut-Adige, dans le Nord-Est de l'Italie.

## Histoire
Léon Blum y a été transféré avec sa femme après son séjour à Buchenwald. Il a été libéré le 4 mai 1945 par les Américains. Léon Blum et sa femme n'étaient pas seuls. Ils font partie d'un groupe de 140 personnalités prises en otage à la demande d'Hitler et destinés à servir de monnaie d'échange dans d'ultimes négociations - qui n’auront pas lieu puisque les otages arrivent à destination le 29 avril, veille du suicide d'Hitler. Dans ce groupe se trouvent ainsi l'ex-chancelier autrichien Kurt Schuschnigg, le pasteur Martin Niemöller, deux parachutistes anglais survivants de la grande évasion, des membres de la famille de Claus von Stauffenberg, et de la famille de Goedeler, l'évêque Neuhaüsler, Fabian von Schlabrendorff, le colonel Bogislaw von Bonin, Alexander von Falkenhausen, etc. Ces "otages de marque" rekèvent de 17 nationalités différentes,  et 37 d'entre eux sont des femmes et des enfants d'opposants allemands à Hitler, arrêtés et détenus au titre du Sippenhaft. 
Le groupe est encadré par deux détachements l'un de SS l'autre du SD, la police interne des SS, chaque détachement étant placé sous le commandement d'un officier nazi, tous deux plus ou moins coupés de leur ligne de commandement en raison du chaos qui règne dans le contexte de l'effondrement du Reich nazi. Les deux détachements savent qu'ils doivent exécuter les otages si les négociations tournent mal mais ils sont de plus en plus désorientés et nerveux au fur et à mesure que le temps passe. A Villabassa, le colonel Bogislaw von Bonin (otage) réussit à joindre au téléphone un général de ses amis en poste au quartier général allemand de Bolzano (Bosen) et à expliquer la situation risquée dans laquelle se trouvent les otages. Ceux-ci dépêchent sur les lieux le capitaine de la Wehrmacht, Wichard von Alvensleben, qui se trouvait  à  proximité. En lien avec ses supérieurs et avec le commandant local de la SS Karl Wolff, le capitaine von Alvensleben finit par intervenir avec deux détachement dotés d'armes lourdes dont l'apparition convainc l'escorte SS de déposer les armes et de repartir en Allemagne, confiant ses otages à la garde de la Wehrmacht. Celle-ci se rend aux Américains le 4 mai et les otages sont alors libérés.  
Un docu-fiction en deux parties Wir, Geiseln der SS (Nous, otages des SS) a été réalisé en 2014 par la ZDF sur cette affaire, il a été diffusé en français par Arte.

## Administration
| Période                                  | Période | Identité       | Étiquette | Qualité |
| ---------------------------------------- | ------- | -------------- | --------- | ------- |
| 2005                                     | 2010    | Johann Passler | SVP       |         |
| 2010                                     | 0       | Kurt Ploner    | SVP       |         |
| Les données manquantes sont à compléter. |         |                |           |         |

### Communes limitrophes
Les communes limitrophes sont  Braies, Dobbiaco, Monguelfo-Tesido et Valle di Casies.